# Polypogon zammodia
Polypogon zammodia is een vlinder uit de familie spinneruilen (Erebidae). De wetenschappelijke naam is voor het eerst geldig gepubliceerd in 1911 door Bethune-Baker.
De soort komt voor in tropisch Afrika.